# Тяпугин, Евгений Александрович
Евгений Александрович Тяпугин (род. 11 июня 1956 года, г. Сокол, Вологодская область, СССР) — российский учёный, специалист в области зоотехнии, член-корреспондент РАСХН (2005), академик РАН (2016).

## Биография
Родился 11 июня 1956 года в г. Соколе Вологодской области.
В 1979 году — окончил Вологодский молочный институт.
В 1998 году — защитил докторскую диссертацию, тема: «Биотехнические методы корректирования репродуктивной функции коров и телок».
С 1999 по 2015 годы — директор Северо-Западного НИИ молочного и лугопастбищного хозяйства, а с 2015 года — главный научный сотрудник.
В 2005 году — избран членом-корреспондентом РСХН.
В 2013 году — стал членом-корреспондентом РАН (в рамках присоединения РАМН и РАСХН к РАН).
В 2016 году — избран академиком РАН (в рамках присоединения РАМН и РАСХН к РАН).

## Научная деятельность
Видный ученый в области зоотехнии.
Под его руководством и непосредственном участии разработаны планы племенной работы в ведущих племенных заводах Вологодской области по черно-пестрой, холмогорской, айрширской породам, а также план селекционно-племенной работы в молочном скотоводстве Вологодской области на 2000—2005 годы. Разработаны технология романовского овцеводства на фермах Вологодской области и технология производства свинины на предприятии СПК «Агрофирма Красная Звезда».
Научные исследования его посвящены также изучению экологических и биологических особенностей зубров в условиях Северо-Запада Российской Федерации в целях восстановления и сохранения этих животных на территории России.
Автор более 210 научных трудов, из них 28 книг и брошюр. Имеет 10 патентов на изобретения.

## Награды
- Заслуженный зоотехник Российской Федерации (1994)[3]